# KisMAC
KisMAC est un outil de réseaux sans fil pour Mac OS X. Il possède de nombreuses caractéristiques qui surpassent NetStumbler, et se rapproche de ses équivalents sur Microsoft Windows, Kismet, et de ses homonymes Linux/BSD.
KisMAC découvre les réseaux passivement via les cartes réseaux supportées – incluant Apple AirPort, et AirPort Extreme, et autres tiers, en mode active sur plusieurs cartes supportées par Mac OS.

## KisMac et l'Allemagne
Le projet fut créé, et a été dirigé jusqu'au 27 juillet 2007 par un informaticien allemand, Michael Rossberg, qui se retira lui-même du projet en raison d'une nouvelle législation interdisant « la production et distribution de logiciels de sécurité ».
Depuis le 6 août 2007, la page d'accueil a été remplacée par un article dénonçant la nouvelle législation ; il y est également indiqué « Bientôt KisMac aux Pays-Bas », ce qui signifie qu'une nouvelle équipe est sur pied.
L'ancien site web dénonce maintenant la nouvelle législation allemande et affiche la phrase : « Un des plus grands exportateurs d'armes du monde interdit maintenant la production de logiciel de sécurité. D'une nation de poètes et penseurs à une nation de bureaucrates et d'ignorants. ».
Depuis le 17 août 2007, Kismac a été repris : le site est désormais hébergé en Suisse, et le code source du programme est hébergé par Google Code ainsi que sur un serveur aux Pays-Bas.